# Alexandru Ghica
Alexandru Ghica, född 1 maj 1795, död januari 1862, var en rumänsk furste. Han var bror till Grigore IV Ghica.
Ghica blev furste i Valakiet 1834 och försökte för en nationell politik genom att befria landet från turkiskt och ryskt inflytande. Han avlägsnades 1842. Efter Krimkriget återvände han och var ståthållare i Valakiet 1856-1858.